# Podkonice
Podkonice é um município da Eslováquia localizado no distrito de Banská Bystrica, região de Banská Bystrica.

## Demografia
| Ano:        | 1994 | 2004   | 2014   | 2024   |
| ----------- | ---- | ------ | ------ | ------ |
| Broj ljudi: | 875  | 873    | 883    | 903    |
| Razlika:    |      | -0,22% | +1,14% | +2,26% |

| Ano:               | 2023 | 2024   |
| ------------------ | ---- | ------ |
| Número de pessoas: | 913  | 903    |
| Diferença:         |      | -1,09% |